# Милвилл (город, Миннесота)
Милвилл (англ. Millville) — город в округе Уабаша, штат Миннесота, США. На площади 0,4 км² (0,4 км² — суша, водоёмов нет), согласно переписи 2002 года, проживают 186 человек. Плотность населения составляет 494,1 чел./км².
- Телефонный код города — 507
- Почтовый индекс — 55957
- FIPS-код города — 27-42290[1]
- GNIS-идентификатор — 0647891[2]